# Ganbatyn Dżarglanczuluun
Ganbatyn Dżarglanczuluun (mong. Ганбатын Жаргаланчулуун; ur. 13 lipca 1986) – mongolski łyżwiarz szybki specjalizujący się w short tracku, olimpijczyk.
Na zimowych igrzyskach olimpijskich w Salt Lake City wystartował w wyścigu na 500 metrów, gdzie odpadł w pierwszej rundzie eliminacji zajmując ostatecznie miejsce 29.